# Distretto di Ried
Il distretto di Ried (in tedesco: Bezirk Ried) è uno dei distretti dello stato austriaco dell'Alta Austria.

## Geografia antropica

### Suddivisioni amministrative
Il distretto è suddiviso in 36 comuni, di cui 1 con status di città ed 8 con diritto di mercato.

## Città
1. Ried im Innkreis (11.434)

### Comuni mercato
1. Aurolzmünster (2.854)
2. Eberschwang (3.383)
3. Lohnsburg am Kobernaußerwald (2.326)
4. Mettmach (2.568)
5. Obernberg am Inn (1.710)
6. Reichersberg (1.402)
7. Sankt Martin im Innkreis (1.695)
8. Taiskirchen im Innkreis (2.408)

### Comuni
1. Andrichsfurt (726)
2. Antiesenhofen (1.105)
3. Eitzing (661)
4. Geiersberg (541)
5. Geinberg (1.324)
6. Gurten (1.233)
7. Hohenzell (2.002)
8. Kirchdorf am Inn (634)
9. Kirchheim im Innkreis (704)
10. Lambrechten (1.353)
11. Mehrnbach (2.305)
12. Mörschwang (294)
13. Mühlheim am Inn (652)
14. Neuhofen im Innkreis (2.131)
15. Ort im Innkreis (1.191)
16. Pattigham (813)
17. Peterskirchen (708)
18. Pramet (986)
19. Schildorn (1.053)
20. Senftenbach (699)
21. Sankt Georgen bei Obernberg am Inn (605)
22. Sankt Marienkirchen am Hausruck (735)
23. Tumeltsham (1.352)
24. Utzenaich (1.499)
25. Waldzell (2.100)
26. Weilbach (598)
27. Wippenham (557)

(Popolazione al 15 maggio 2001)